# Akim Tamiroff
Akim Tamiroff (rodným jménem: Hovakim Tamirjanc, arménsky: Հովակիմ Թամիրյանց; 29. října 1899 Tbilisi nebo Baku – 17. září 1972 Palm Springs) byl arménsko-americký herec. Prosadil se jako charakterní herec ve zlaté éře Hollywoodu. Hrál ve více než 80 filmech. V roce 1944 získal Zlatý glóbus za nejlepší herecký výkon ve vedlejší roli, ve snímku Komu zvoní hrana (For Whom the Bell Tolls). Je vůbec prvním držitelem této ceny. Za výkon ve filmu Komu zvoní hrana byl nominován i na Oscara za vedlejší roli. Této cti se mu dostalo již v roce 1937 za výkon ve filmu Tajemný Mr. O'Hara (The General Died at Dawn). Má svou hvězdu na hollywoodském chodníku slávy. Orson Welles ho označil za "největšího ze všech filmových herců".
Hereckého vzdělání i prvních hereckých zkušeností se mu dostalo v Moskevském uměleckém akademickém divadle, kde ho vedl a učil proslulý teoretik herectví Konstantin Sergejevič Stanislavskij. Tehdy si také poruštil jméno na Akim Tamirov. Po říjnové revoluci nejprve odešel do Paříže a roku 1927 se natrvalo usadil ve Spojených státech, kde prvně hrál již roku 1923. V Americe si poangličtil jméno na Tamiroff. Nejprve působil v newyorském Theatre Guild, roku 1932 pak dostal první příležitost v Hollywoodu. Výrazněji se prosadil ale až roku 1935. V roce 1964 si zahrál ve významné evropské produkci, ve francouzské historické komedii Černý Tulipán.